# Acetonimin
Acetonimin (systematický název propan-2-imin je organická sloučenina a nejjednodušší ketimin. Má jen minimální průmyslové využití.

## Příprava
Acetonimin se připravuje podobně jako acetonoxim, rozdíl spočívá pouze v tom, že acetonimin vzniká kondenzací acetonu a bezvodého amoniaku za přítomnosti chlorovodíku:
(CH3)2CO + NH3 → (CH3)2CNH + H2O
Na rozdíl od acetonoximu je třeba jej uchovávat v suchém prostředí, jelikož se při vystavení vodě rozkládá:

## Vlastnosti
Acetonimin je těkavá hořlavá kapalina, která se při styku s vodou hydrolyzuje na amoniak a aceton. Při teplotách nad 14,7 °C (287,8 K) se snadno vznítí.
Podobně jako acetonoxim není pro člověka příliš toxický, ovšem při požití je zdraví škodlivý, protože se při kontaktu s tělními tekutinami hydrolyzuje na aceton a toxický amoniak.